# HANZO
HANZO（ハンゾー、本名：中島一学 / なかしま かずみち、1967年6月10日 - ）は、忍者をモチーフにした日本の覆面レスラー。

## 経歴
1987年、日本大学在籍中に山本小鉄が主宰する新日本プロレス学校でインストラクターを務めていた。
1992年、日本大学卒業後、ユニバーサル・プロレスリングに入門。9月4日の後楽園ホール大会において、スペイン語で黒豹を意味する覆面レスラー、レオパルド・ネグロ（Leopardo Negro）として対ダイナミック・リン戦でデビュー。
1993年6月、みちのくプロレスに移籍。10月31日、マスクを脱いでリングネームを中島一学（Kazumichi Nakajima）に変更。
1994年3月18日、リングネームを中島半蔵（Hanzo Nakajima）に変更。忍者を模したマスクを被り再び覆面レスラーとなる。以降、タイガーマスクのみちのく所属を機に「ヒーローはタイガーマスクだけで充分。僕はシビアに行きます」とリングネームはそのままに再びマスクを脱ぐが、後年三度忍者マスクを被るなどビジュアルは安定しない。
1995年12月13日、WAR主催で開催された「SUPER J-CUP」に出場。
1996年2月、ヨーロッパ遠征に出立。イギリスのオールスター・レスリングやオーストリアのCWAに参戦した。
1997年2月、日本に凱旋帰国。6月、新日本プロレスで開催された「BEST OF THE SUPER Jr.」に出場。
1998年12月、みちのくプロレスを退団。
1999年5月6日、地元福山にトレーニングジム「フィットネスアリーナNAKASHIMA」を設立。
2001年、リングネームをHANZOに変更。
2001年1月、フィットネスアリーナNAKASHIMA内にプロレスラー養成道場「HANZO道場」を設立。
2003年8月、HANZO道場を母体にプロレスラー養成道場兼プロレス団体「レッスルゲート」を設立。
2004年1月、フィットネスアリーナNAKASHIMA内にあるレッスルゲートホールで一般開放なしのエキシビジョンマッチによる「バトルライブ」開幕戦を開催。
2005年6月26日、レッスルゲートホールで実験的に一般開放して「バトルライブ」最終戦を開催。7月17日、レッスルゲートホールで定期興行「バトルシアター」を開催。

## 得意技
ジャーマンスープレックス
バックドロップ
バズソーキック
仰向けになった相手の上半身を起こして相手の左側頭部を振り抜いた右足の甲で蹴り飛ばす。
各種キック
また、技ではないが中島半蔵時代にはコーナーのターンバックル上での倒立を得意とし、試合開始後に長時間コーナー倒立を続け相手選手を困惑させる事が度々あった。相手選手がちょっかいを出そうと近付くと両足を広げて威嚇するなどして、攻めあぐねた相手選手が試合を投げ出して控室に戻ってしまい、リング上でただ１人倒立を続けた事もある。

## 入場曲
- ポリス・ストーリー/香港国際警察のメインテーマ（ジャッキー・チェン）

## タイトル歴
- アジアミドル級王座
- 博多ライトヘビー級王座
- 博多タッグ王座